# Villerup
Villerup er en gammel herregård beliggende ca. syv kilometer vest for Hjørring i Skallerup Sogn, Hjørring Kommune i Vendsyssel. Den fremstår i sort og hvid bindingsværk. Omfattende istandsættelser har pågået siden Vibe og Johannes Falk overtog gården i 1995.

## Ejere
- 1300 – ca. Stig Pedersen Skovgaard
- Niels Stigsen Skovgaard
- 1350 – ca. Otte Eriksen Lunov
- 1375 – ca. Jens Havel
- 1408 Henrik Clausen Smalsted(-efter 1435) gift med NN Ottesdatter Lunov til Villerup
- 1436 – ca. Otte Henriksen Smalsted (-efter 1436)
- 1445 – ca. Henrik Ottesen Smalsted (-efter 1449)
- 1457 – 89 Otte Henriksen Smalsted (-efter 1497) gift med Marine Pedersdatter Grøn
- 1497 – 1518 Niels Ottesen Smalsted (-efter 1511) gift med Elne Hansdatter Bagge af Vorn (-efter 1520)
- Otte Nielsen Smalsted (kendt 1535 – efter 1556) gift med NN Rekhals
- Henrik Ottesen Smalsted (kendt 1591 – 1618) gift med NN Lauridsdatter Friis af Vadskærgård af Lundergaard. Slægtens sidste mand.
- 1620 – ca. Mogens Godske
- 1626 Claus Kaas
- 1629 Hans Wulf v. Unger
- 1665 Fr. Unger og Claus Unger
- 1679 Wulf Unger og Claus Unger
- 1685 Claus Unger (eneejer)
- 1711 Bernhard Heinrich v.d. Lippe
- 1726 Chr. Tausen
- 1733 Jens Duche
- 1744 Andreas Lange og Maren Duche
- 1749 Peder Madsen Ilum
- 1756 Frands Ilum
- 1764 Peder Baggesen Gleerup
- 1769 Christen Broerholt
- 1779 Peder Zeuthen
- 1786 Espen Bruun
- 1813 Peder Zeuthen Bruun
- 1816 Peder Biering Wilsbech
- 1821 Thomas Bruun
- 1863 Jens Evald Obel
- 1882 Theodor Rudolph August de Linde
- 1899 Anders Jensen Eriksen
- 1909 kommisorium
- 1911 Helmer Johs. Jensen
- 1912 Søren Nielsen
- 1917 A. Nørgaard Stavad
- 1963 L. Chr. Nørgaard Stavad [1]
- 1995 Vibe og Johannes Falk